# Agaricon
Agaricon ist ein Pilzgift aus dem Karbol-Champignon (Agaricus xanthodermus, synonym Karbol-Egerling). Die Struktur wurde erst 1985 aufgeklärt und anschließend synthetisiert.

## Eigenschaften
Agaricon liegt im Pilz in seiner farblosen Leukoform vor, dem Leukoagaricon. Dieses besitzt die bei Naturstoffen sehr seltenen Strukturelemente des Amidins und Phenylhydrazins. Leukoagaricon ist autoxidabel. Auf dieser Eigenschaft beruht die Gelbfärbung des Karbol-Champignons bei Verletzung der weißen Haut und beim Zubereiten des Pilzes. Nach Verletzung der Fruchtkörper geht Leukoagaricon bei Kontakt mit Luftsauerstoff unter Mitwirkung von Oxidasen in das in wässriger Lösung orange-gelbe Agaricon über, ein Monohydrazon des 1,4-Benzochinons. Andere Quellen vermuten eine Biosynthese aus Xanthodermin.

Autoxidation des Leukoagaricons (links) zum Agaricon (rechts)
Die Struktur des Oxidationsproduktes ist nicht weit von derjenigen der tief gefärbten Cyanin-Farbstoffe entfernt.

## Vorkommen

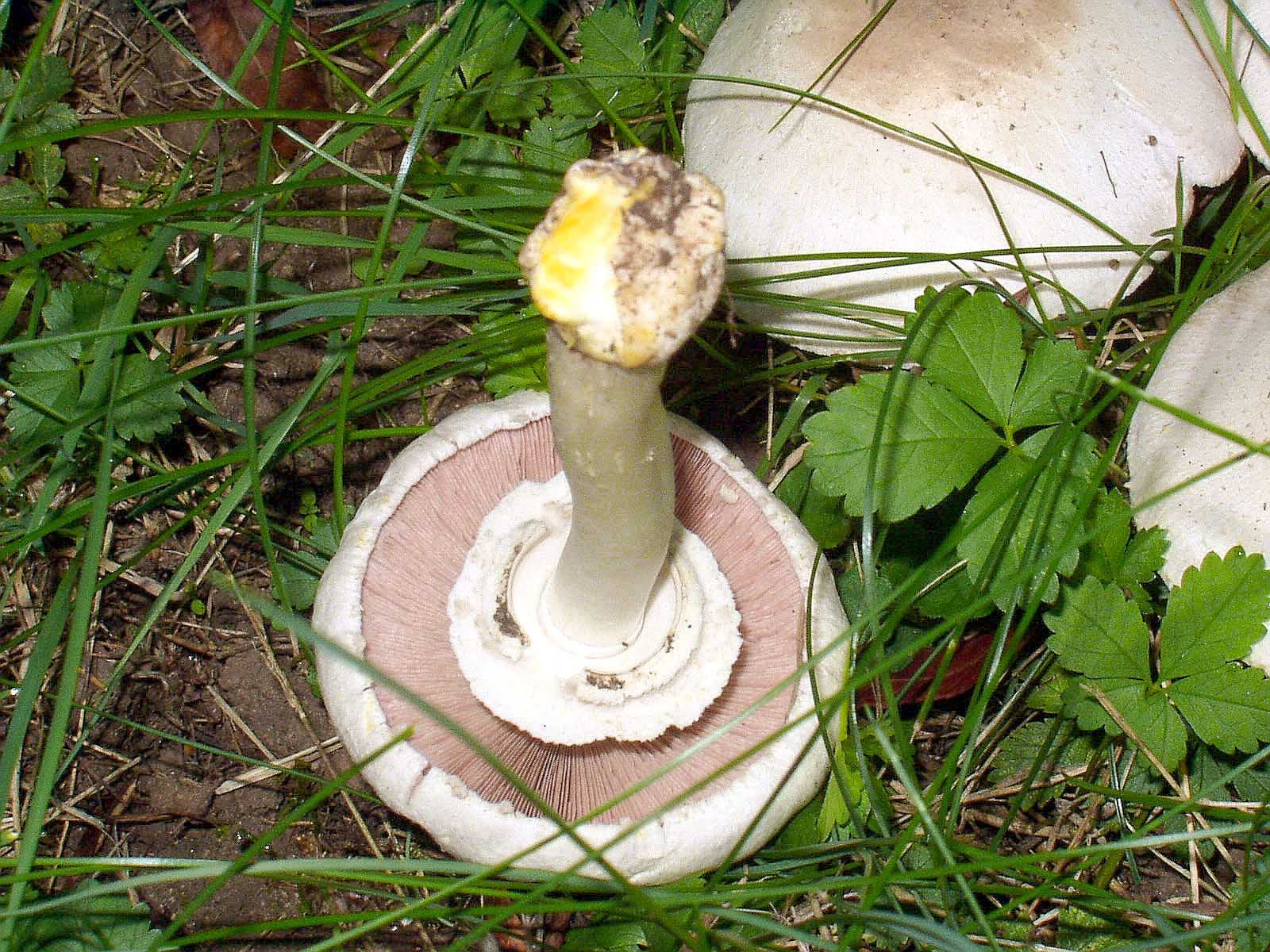
Karbol-Champignon von der Unterseite mit gilbender Stielknolle

Leukoagaricon kommt im weit verbreiteten Karbol-Egerling (Synonym: Karbol-Champignon) neben Xanthodermin vor und ist auch mit für die Giftigkeit und antibiotische Wirkung des Pilzes verantwortlich. Der Baustein 4-Hydroxyphenylhydrazin und dessen Glucuronid sind Stoffwechselprodukte des toxischen und mutagenen Phenylhydrazins.